# Wish (manga)
Wish è uno shōjo manga scritto e illustrato dalle CLAMP, la sua pubblicazione è iniziata nel giugno 1996 sulle pagine della Mystery DX (rivista della Kadokawa Shoten), per poi essere raccolto in 4 volumi.  L'edizione italiana, a cura della Star Comics, è arrivata solo nell'ottobre 2005.
Wish, come molte altre opere delle CLAMP, è caratterizzato dalla presenza massiccia di personaggi che seguono i canoni bishōnen.

## Trama
Shuiichirō Kudō è un chirurgo di 28 anni, il suo destino muta in una notte stellata. Dopo essere uscito dal lavoro nota un essere surreale simile ad un bambino che piange fra gli alberi che percorrono il viale, lo strano essere viene attaccato da un corvo (in realtà è un messaggero del diavolo), Shuiichirō non perde tempo e lo salva. Questo essere si presenta come l'angelo Kohaku, ed afferma che quello attuale non è il suo aspetto originale. Come ricompensa per avergli cambiato la vita l'angelo fa presente a Shuiichirō che potrà esprimere un desiderio, il giovane chirurgo rifiuta l'offerta dicendo che non ha nessun desiderio da esaudire. Kohaku decide di sdebitarsi aiutando il giovane nelle faccende domestiche. Aspettando con trepidazione il desiderio. Kohaku può mantenere il suo vero aspetto (un bellissimo ragazzo dai capelli lunghi) solo di giorno, egli è un angelo e come tale non può mangiare nessun essere creato da dio, per questo assorbe la luce del sole. Durante una passeggiata Kohaku incontra Koryu, un demone (a differenza degli angeli i demoni prendono energia dalla luce della luna, quindi mantengono la loro forma originale di notte) che da tempo si diverte a fare i dispetti al candido angelo, ancora una volta Shuiichirō risolve la situazione. Kohaku si sente sempre più in debito con il giovane umano, ma allo stesso tempo capisce che non è di grande aiuto.

## Personaggi principali
Kohaku
Kohaku è l'angelo dal cuore più puro di tutto il paradiso, ha il compito di cercare l'arcangelo Hisui, scomparso dal regno di dio. Una notte viene salvato da Shuiichirô, per sdebitarsi l'angelo chiede al giovane chirurgo un desiderio da esprimere, stranamente Shuiichirō non ha nessun desiderio in mente, Kohaku non sapendo come ripagare il favore decide di vivere con Shuiichirô, aspettando che gli venga in mente un desiderio.
Kohaku è gentile e premuroso con tutti, ma anche molto ingenuo, sulla terra apprenderà nuovi sentimenti a lui sconosciuti. Essendo un angelo, prende energia dalla luce del sole, di notte il suo corpo si trasforma.
Shuiichirō Kudō
Shuiichirō, 28 anni, è un chirurgo. Una notte tornando dal lavoro salva uno strano essere da un corvo, l'essere si presenta come un angelo di nome "Kohaku". L'angelo, per sdebitarsi, vuole esaudire un suo desiderio, ma Shuiichirō non ne ha. Ospita a casa sua, su sua richiesta, l'angelo Kohaku. Essendo un tipo razionale inizialmente non crede a Kohaku. Oltre che cambiare radicalmente idea su Kohaku si affezionerà molto a lui. Aiuterà Kohaku nella sua missione e ospiterà nella sua casa altri personaggi. Appare come una persona gelida e priva di sentimenti, si scoprirà ben diverso dalle apparenze.
Koryuu
Demone antagonista di Kohaku. Il suo passatempo preferito è fare dispetti all'angelo Kohaku, vista la sua maggiore forza e il carattere fragile di Kohaku la cosa gli riesce spesso. Per spiare facilmente nelle sue missioni ha con sé due assistenti: Ryuuri e Hari. Al contrario di Kohaku il suo corpo prende energia dal bagliore della luna, di giorno il suo corpo si trasforma.
Hisui
Arcangelo del vento, maestro e amico di Kohaku, è la ragione per cui Kohaku è sceso sulla terra. La sua scomparsa è legata ad una storia d'amore, Hisui è follemente innamorato del principe delle tenebre: Kokuyo. Hisui abdica il ruolo di arcangelo per poter passare l'intera vita con il suo amato. Anche lui si trasferirà a casa Kudō.
Kokuyo
Figlio di satana e demone dal potere maggiore, è il compagno dell'arcangelo Hisui. Sarà l'unico a capire tutto l'intreccio che darà vita agli eventi narrati in Wish. Conviverà con Hisui nella casa di Shuiichirō.
Ryuuri e Hari
Gli unici personaggi principali di fattezze femminili presenti in Wish. Nell'evenienza si possono trasformare in due gattine nere, trasformazione utile soprattutto per spiare. Hanno una profonda ammirazione per Koryuu e una spiccata simpatia per Shuiichirō Kudō.